# Въстание на наемниците на Картаген
Въстанието на наемниците е вътрешен въоръжен конфликт в Картаген през 240 пр.н.е. – 238 пр.н.е.
Първоначално разбунтувалата се войска от наемници в Първата пуническа война (264 – 241 пр.н.е.) има значителен превес като численост и снабдяване. Картаген успява да постигне обрат във военните действия, след като командването е поето от опитния военачалник Хамилкар Барка, който успява да потуши бунта и да екзекутира водачите му.
Чрез мирния договор на Гай Лутаций Катул Картаген се задължава да напусне позициите си в Сицилия. Войската е закарана в Северна Африка, където тряба да бъде демобилизирана. Наемните войниците започват да се бунтуват заради заплатите им. Така се стига до въстание. Населението от Северна Африка се присъединява към въстаналите наемници, както и наемниците от Сардиния.